# Графства Северной Ирландии

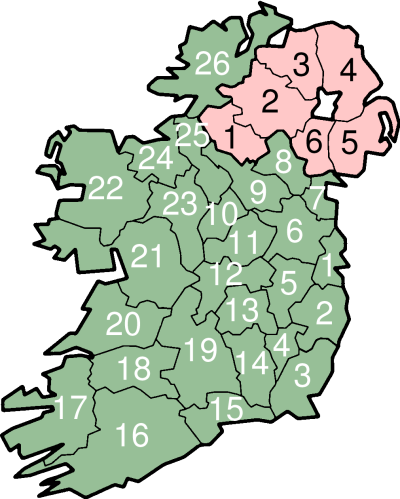
Административное деление Северной Ирландии

Северная Ирландия, одна из четырёх частей Великобритании, состоит из шести графств Ольстера, которые известны под аббревиатурами FATLAD и FATDAD.
До начала 1970-х годов Северная Ирландия состояла из шести традиционных графств и двух городов-графств (Белфаст и Дерри). После реформы 1973 года графства не имеют собственной администрации, а разделены на 26 районов с собственными органами. Тем не менее, сохраняется выдача автомобильных номеров, почтовых кодов по графствам.

## Список графств
| №     | Графство    | Английское название | Ирландское название | Административный центр | Площадь, км² | Население, чел. (2011) | Плотность, чел./км² | Карта |
| ----- | ----------- | ------------------- | ------------------- | ---------------------- | ------------ | ---------------------- | ------------------- | ----- |
| 1     | Фермана     | County Fermanagh    | Contae Fhear Manach | Эннискиллен            | 1691         | 61 170                 | 36,17               |       |
| 2     | Тирон       | County Tyrone       | Contae Tír Eoghain  | Ома                    | 3263         | 177 986                | 54,55               |       |
| 3     | Лондондерри | County Londonderry  | Contae Dhoire       | Лондондерри            | 2075         | 247 132                | 119,10              |       |
| 4     | Антрим      | County Antrim       | Contae Aontroma     | Антрим                 | 3046         | 618 108                | 202,92              |       |
| 5     | Даун        | County Down         | Contae An Dúin      | Даунпатрик             | 2466         | 531 665                | 215,60              |       |
| 6     | Арма        | County Armagh       | Contae Ard Mhacha   | Арма                   | 1254         | 174 792                | 139,39              |       |
| Всего | Всего       | Всего               | Всего               | Всего                  | 13 795       | 1 810 853              | 131,27              |       |